# Présidence italienne du Conseil de l'Union européenne en 2014
Présidence grecque du Conseil de l'Union européenne en 2014 Présidence lettone du Conseil de l'Union européenne en 2015.
La présidence italienne du Conseil de l'Union européenne en 2014 désigne la douzième présidence du Conseil de l'Union européenne effectuée par l'Italie.
Elle fait suite à la présidence grecque du Conseil de l'Union européenne à partir du 1er juillet 2014 et précède celle de la première présidence lettone du Conseil de l'Union européenne à partir du 1er janvier 2015.
C'est la 12e fois que l'Italie assure la présidence du Conseil de l'Union européenne, après 1959, 1962, 1965, 1968, 1971, 1975, 1980, 1985, 1990, 1996 et 2003.

## Programme
Le Président du Conseil des ministres d'Italie, Matteo Renzi, a présenté au Parlement européen, le 2 juillet 2014, un programme avec trois points principaux,
- Croissance et emploi
- Espace de liberté et sécurité afin d'exercer pleinement les droits de citoyenneté
- Rôle plus important de l'UE dans le monde

## Identité visuelle
Le logo présenté le 20 mai 2014 est une hirondelle stylisée aux couleurs des drapeaux de l'Union européenne et de l'Italie, c'est le lauréat du concours « La mia Europa è » (Mon Europe est …) réalisé dans plus de six-cents établissements scolaires italiens de tous les degrés. Le lauréat du concours est le Liceo Artistico Design e Tecnico Grafico ISIS-IPSIA Giuseppe Meroni de Lissone ; les éléments caractéristiques du logo sont : le bec, tourné vers le ciel, « symbolisant la volonté de viser au plus haut » ; les ailes, « qui symbolisent l’orientation et la protection » ; la queue, « qui distingue l'hirondelle des autres oiseaux et représente donc la diversité exprimée par la devise de l'Union européenne » (Unis dans la diversité).
« Le sens que les jeunes ont souhaité donner à l’image de l’hirondelle est celui du voyage, de l’espoir et de la liberté que représente le fait d’être membres de l’Union européenne. Une synthèse parfaite d’intégration, de sentiment et d’attentes sur laquelle poser les bases pour un avenir commun. »

Logo de la présidence.

## Sources

## Compléments